# GxG
GxG（じー・ばい・じー）は、読売新聞東京本社を運営主体とする、RAGE Shadowverse Pro Leagueに参加するプロゲーマーチーム。

## 所属メンバー

### 選手
| 選手名              | 生年月日（年齢）      | 前所属                              | 在籍年      | 備考 |
| フォレスト／森 大将 | 1992年2月14日（33歳） |                                     | 2019年4月 - |      |
| リグゼ／今井 黎哉   | 1998年9月25日（26歳） |                                     | 2019年4月 - |      |
| 拓海／青木 拓海     | 1994年12月3日（30歳） |                                     | 2019年4月 - |      |
| たばた／田畑 和真   | 2000年3月30日（24歳） | 福岡ソフトバンクホークス ゲーミング | 2021年4月 - |      |
| かきp／柿沼秀真     | 2002年1月7日（23歳）  |                                     | 2022年4月 - |      |

### 過去に在籍した選手
| 選手名                                | 在籍年               | 備考 |
| ちゃみ／乗浜 健（のりはま たける）    | 2019年4月 -2022年4月 |      |
| Riowh／松田 亮平（まつだ りょうへい） | 2019年4月 -2022年4月 |      |